# Придурки на экзаменах (фильм)
«Придурки на экзаменах» (фр. Les Sous-doués) — французский комедийный фильм режиссёра Клода Зиди, вышедший в 1980 году.

## Сюжет
Ученики престижного колледжа в Париже — просто сборище лоботрясов. Директриса школы Люси Жумакур (Мария Паком) — дама старой закалки. Она ненавидит их и пытается сделать из них бакалавров. Также она хочет ввести новую систему обучения и ужесточить правила поведения на уроках. 
Ребята отрываются по полной программе: протягивают электричество к дверным ручкам, занимаются сексом на уроках химии, таскают с собой на занятия домашних животных и предпочитают беременность от несовершеннолетних отцов - постижению скучных наук, и часто объектом их шуток становится директриса и учителя колледжа. 
Классная дама рассчитывает расквитаться со своими обидчиками на экзаменах, но напрасно - весельчаки сдают всё благодаря своим хитрым уловкам. 

## В ролях
- Мишель Галабрю — комиссар
- Мария Паком — Люси Жумакур, директриса колледжа Луи XIV
- Даниэль Отёй — Бебель
- Филипп Таччини — Жюльен
- Тони Маршаль — Катрин Жумакур
- Катрин Эрарди — Жанна Амильтон
- Франсуаз Мишо — Каролин
- Юбер Дешам — Леон Жумакур
- Раймон Бюссьер — Гастон Пуркье
- Жорж Андерсон — отец Того
- Фёдор Аткин — отец MC²
- Анри Атталь — Мохаммед
- Гаэтан Блум — Гаэтан
- Ришар Боренже — Пешка
- Жан Шерлян — столяр
- Этьен Драбер — отец Жюльена
- Элен Дублен — Сара
- Доминик Юлен — Брюс, учитель физкультуры
- Мохамед Зине — террорист
- Жиль Руссель — MC²
- Оноре Н’Зуе — Того
- Одиль Пуассон — судья
- Магали Ренуар — Патрисия
- Матье Шиффман — Леколо

## Съёмочная группа
- Режиссёр: Клод Зиди
- Сценарий: Мишель Фабр
- Диалоги: Дидье Каминка, Клод Зиди
- Оператор: Пол Бонис
- Монтажёр: Николь Сонье
- Композитор: Боб Бро
- Художник: Jacques Voizot

## Факты
- Песню «On a un grand poil dans la main» исполнил Даниэль Отёй
- Спустя несколько месяцев пятеро актёров, снявшихся в этом фильме — Доминик Юлен, Фёдор Аткин, Юбер Дешам, Ришар Боренже и Гаэтан Блум — снялись у Клода Зиди в фильме «Инспектор-разиня»